# 穆罕默德·巴爾法斯
穆罕默德·沙林·巴爾法斯（1922年12月25日—1975年6月5日），通稱M·巴爾法斯（M. Balfas），印度尼西亞詩人、文學評論家。

## 生平
巴爾法斯是一名巴達維族人，具有阿拉伯血統，在1922年12月25日生於荷屬東印度巴達維亞（今雅加達）格魯骨（Krukut）。他於1940年在荷語初級中學（Meer Uitgebreid Lagere Onderwijs）完成初中過程；此外外界對他的早年生涯幾乎是一無所知的。
巴爾法斯的寫作事業在1940年代展開，他的處女作就是日本殖民政府主辦的《大亞洲》日報在1943年發表的一些短篇小說，後來他也在土著主辦的《革新》（Pembaroean）雜誌上發表詩歌、小說和散文。他在印尼獨立戰爭期間曾經當過記者，也當過《社會》（Masyarakat）雜誌的主編。
橋樑出版社（Djambatan）在1952年出版了一套革命領袖傳記叢書，其中抵抗運動領袖《集托·芒溫庫蘇莫博士》（Dr. Tjipto Mangunkusumo）的傳記就是由巴爾法斯撰寫的。巴爾法斯也在同一年發表短篇小說集《破碎的鏈環》（Lingkaran-Lingkaran Retak），內容包括五篇短篇小說。他在1952年與蘇查迪·S·A（Sudjati S.A.）合辦專門發表短篇小說的《故事》雜誌，並與H·B·耶辛、伊德魯斯共同擔任這份雜誌的編輯，直至1956年雜誌停刊為止。
巴爾法斯在1956年和1960年先後發表過兩部兒童小說《金笛子》（Suling Emas）和《占布村的小孩》（Anak-Anak Kampung Jambu），還在1957年為面向成人的廣播劇《晚上的客人》（Tamu Malam）撰寫劇本。他在1961年協助耶辛創辦《文學》（Sastra）雜誌，卻在一年後遷居馬來西亞。巴爾法斯在1962年加入馬來西亞之聲，至1967年離職；他在旅居馬來西亞的時候發表了自己唯一一部小說《破裂：神話的誕生》（Retak: Lahirnya Sebuah Mythe，原題為《我不是先知》）。
巴爾法斯後來對在馬來西亞的生活感到不滿意，於是在1968年移居澳洲，在悉尼大學任教。為了研究印尼文學史，他在1975年開始為期一年的休假，卻因為哮喘病發而需要入院治療，並於1975年6月5日在雅加達病逝，遺體在卡勒特比瓦克公墓安葬。生前他還有一份手稿還沒完成；研究印尼文學的荷蘭學者A·德歐認為這份名為《戈馬爾》（Si Gomar）的手稿就是巴爾法斯最引人入勝的作品。

## 寫作題材
《破碎的鏈環》講述的是弱勢社群的故事，《破碎》的題材則是人文主義，以及個人為了意識形態所作出的犧牲。所以，德歐認為巴爾法斯是印尼文學史上「四五年派」的一員。耶辛認為《破碎的連環》的開篇之作——〈革命之子〉（Anak Revolusi）一方面是「自有天地的」，另一方面也展示出巴爾法斯套用到其他作品的基本思想和世界觀。巴爾法斯認為，人生路上遇到的事情都是不可預料的，而不是命中注定的。

## 個人生活
巴爾法斯結過兩次婚。他和第一任妻子育有五名子女，離婚後所有子女都由巴爾法斯撫養。第二任妻子溫蒂（Wendy）來自澳洲，在1968年與巴爾法斯成婚，育有兩名子女。

## 備註
1. ↑   原文：「... menciptakan dunianya sendiri ...」

## 腳註
1. 1 2 3 4 5 6  Eneste 2001，第145頁.
2. 1 2 3 4 5 6 7  Language Centre, M. Balfas.
3. 1 2 3 4  Tempo 1975, Balfas Berpulang.
4. 1 2  Jassin 1985，第212頁.
5. 1 2  Jassin 1985，第211頁.
6. 1 2  Teeuw 1980，第289頁.
7. ↑  Teeuw 1980，第288頁.